# Хронологија радничког покрета и КПЈ 1920.
| претходна целина: ◄ до 1919. |                              |
| Хронологија радничког покрета и Комунистичке партије Југославије од 1919. до 1929. године 1919. 1920. 1921. 1922. 1923. 1924. 1925. 1926. 1927. 1928. 1929. | следећа целина: 1930—1939. ► |

Хронолошки преглед важнијих догађаја везаних за Раднички покрет Југославије и Комунистичку партију Југославије (КПЈ), као и општа политичка дешавања која су се догодила у Краљевини Срба, Хрвата и Словенаца током 1920. године.
| Јануар Фебруар Март Април Мај Јун Јул Август Септембар Октобар Новембар Децембар |

## 1920. година
Година 1920. је остала обележена значајним догађајима везаним за револуционарни раднички покрет и Комунистичку партију Југославије. У току ове године одржан је Вуковарски конгрес, јавиле су се идеје о стварању Балканске комунистичке федерације, одржани су парламентарни избори, као и низ радничких штрајкова, што је на крају године резултовало доношењем Обзнане, којом је забрањен рад КПЈ.
Почетак године обележили су политички пробелеми који су се јавили услед увођења јединственог монетарног система који је почивао на динару. Проблем је изазвао курс којом је вршена замена, јер су грађани западног дела државе сматрали да је неправедан. Ови проблеми резултовали су падом владе и формирањем нове у фебруару. Такође почетак године је обележило и скуп балканских комуниста на ком се јавила идеја стварања Балканске комунистичке федерације.
У марту су били одржани локални избори на територији данашњих држава Хрватске и Црне Горе, на којима су комунисти постигли веома добар резултат и освојили место градоначленика Загреба, али су власти спречиле његово руковођење градом. Током марта и априла дошло је до дефинитивног распада Југословенске социјалдемократске странке на неколико фракције, од којих је највећа одлучила да се прикључи КПЈ. Крајем априла избио је велики штрајк железничара у ком је учествовало преко 50.000 железничара. Власт је била уплашена јачином штрајка и на њега је одговорила најпре силом, у којој је било и мртвих, а касније масовним отпуштањима.
Празник рада 1. маја је и ове године био обележен масовним штрајковима и протестима, јер су власти и ове године забраниле његову прославу. Политички проблеми су настављени и средином године, па је у мају формирана нова влада. У јуну су одржани конгреси Савеза комунистичке омладине и Социјалистичке радничке партије Југославије. На партијском конгресу одржаном у Вуковару дошло је до сукоба две фракције које су се створиле у руководству партије - револуционарне и реформистичке. Револуционарна фракција је однела победу и Партија је тада реогранизована добивши нови револуционарни програм и ново руководство предвођено Симом Марковићем и Филипом Филиповићем. Партија је на конгресу добила и ново име - Комунистичка партија Југославије, које ће носити све до 1952. године. На рад партије утицале су и одлуке донете на Другом конгресу Коминтерне. На овом конгресу је представљен и усвојен Лењинов 21 услов за комунистичке партије које су желе чланство у Коминтерни.
У току августа формиран је војни савез „Мала Антанта“, којом су југословенска и чехословачка власт желеле да се осигурају од покушаја успоставе срушене Хабзбуршке монархије и утицаја Совјетске Русије и комунизма. Такође током августа су на територији данашњих држава Србије и Македоније одржани парламентарни избори, а на којима је КПЈ постигла добар резултат и освојила власт у Београду. Као и у Загребу, у марту, тако ни у Београду власт није дозволила да власт преузму комунисти.
У септембру политичка ситуација је поново уздрмана, овог пута сељачком побуном у околини Бјеловара, која се брзо проширила у захватила и вараждинску и загребачку жупанију. Власт је и овог пута, као и приликом штрајка железничара, у априлу, одговорила силом у којој је било и мртвих. У току октобра КПЈ су напустиле вође фракције која је била поражена на Вуковарском конгресу. Новембар су обележили први парламентарни избору у новој држави - избори за Уставотворну скупштину, на којима је КПЈ постигла треће место и освојила 58 посланичких места.
Последњи месец 1920. године обележилу су догађаји који су битно утицали на даљу судбину КПЈ. Почетком децембра је у Ђаковици од полиције убијен Зеф Љуш Марку, активиста Обласног комитета КПЈ за Скопље и постао прва жртва „белог терора“ у Југославији. Средином септембра је избио масовни штрајк рудара у Словенији, а у брзо потом и масовни рударски штрајк у Босни и Херцеговини. Власт је најпре започела преговоре са босанскохерцеговачким рударима, а онда рекла да они за њу нису обавезујући. Такође за време преговора, власт је донела одлуку о милитаризацији рудника што је изазвало сукобе између рудара и жандармерије. Током овог штрајка, власт је као и приликом штрајка железничара и побуне сељака одговорила силом, у којој је било мртвих. Најжешћи окршаји познати као „Хусинска буна“, догодили су се у околини Тузле.
На самом крају 1920. године — 29. децембра власт је уплашена масовношћу и јачином револуционарог радничког покрета, који су били испољени низом штрајкова током године, одлучила да донесе „Обзнану“ којом је забрањена свака врста комунистичке организације и пропаганде. Аутор Обзнане био је Милорад Драшковић, министар унутрашњих послова и њоме је почео организовани прогон комуниста и њихових симпатизера, који је настављен и идуће 1921. године када је институционализован доношењем Закона о заштити државе.

### Календар
|            |            |            |            |            |            |            |  |             |             |             |             |             |             |             |  |               |               |               |               |               |               |               |  |             |             |             |             |             |             |             |  |              |              |              |              |              |              |              |  |              |              |              |              |              |              |              |
| Јануар ’20 | Јануар ’20 | Јануар ’20 | Јануар ’20 | Јануар ’20 | Јануар ’20 | Јануар ’20 |  | Фебруар ’20 | Фебруар ’20 | Фебруар ’20 | Фебруар ’20 | Фебруар ’20 | Фебруар ’20 | Фебруар ’20 |  | Март ’20      | Март ’20      | Март ’20      | Март ’20      | Март ’20      | Март ’20      | Март ’20      |  | Април ’20   | Април ’20   | Април ’20   | Април ’20   | Април ’20   | Април ’20   | Април ’20   |  | Мај ’20      | Мај ’20      | Мај ’20      | Мај ’20      | Мај ’20      | Мај ’20      | Мај ’20      |  | Јун ’20      | Јун ’20      | Јун ’20      | Јун ’20      | Јун ’20      | Јун ’20      | Јун ’20      |
| П          | У          | С          | Ч          | П          | С          | Н          |  | П           | У           | С           | Ч           | П           | С           | Н           |  | П             | У             | С             | Ч             | П             | С             | Н             |  | П           | У           | С           | Ч           | П           | С           | Н           |  | П            | У            | С            | Ч            | П            | С            | Н            |  | П            | У            | С            | Ч            | П            | С            | Н            |
|            |            |            | 1          | 2          | 3          | 4          |  |             |             |             |             |             |             | 1           |  | 1             | 2             | 3             | 4             | 5             | 6             | 7             |  |             |             |             | 1           | 2           | 3           | 4           |  |              |              |              |              |              | 1            | 2            |  |              | 1            | 2            | 3            | 4            | 5            | 6            |
| 5          | 6          | 7          | 8          | 9          | 10         | 11         |  | 2           | 3           | 4           | 5           | 6           | 7           | 8           |  | 8             | 9             | 10            | 11            | 12            | 13            | 14            |  | 5           | 6           | 7           | 8           | 9           | 10          | 11          |  | 3            | 4            | 5            | 6            | 7            | 8            | 9            |  | 7            | 8            | 9            | 10           | 11           | 12           | 13           |
| 12         | 13         | 14         | 15         | 16         | 17         | 18         |  | 9           | 10          | 11          | 12          | 13          | 14          | 15          |  | 15            | 16            | 17            | 18            | 19            | 20            | 21            |  | 12          | 13          | 14          | 15          | 16          | 17          | 18          |  | 10           | 11           | 12           | 13           | 14           | 15           | 16           |  | 14           | 15           | 16           | 17           | 18           | 19           | 20           |
| 19         | 20         | 21         | 22         | 23         | 24         | 25         |  | 16          | 17          | 18          | 19          | 20          | 21          | 22          |  | 22            | 23            | 24            | 25            | 26            | 27            | 28            |  | 19          | 20          | 21          | 22          | 23          | 24          | 25          |  | 17           | 18           | 19           | 20           | 21           | 22           | 23           |  | 21           | 22           | 23           | 24           | 25           | 26           | 27           |
| 26         | 27         | 28         | 29         | 30         | 31         |            |  | 23          | 24          | 25          | 26          | 27          | 28          | 29          |  | 29            | 30            | 31            |               |               |               |               |  | 26          | 27          | 28          | 29          | 30          |             |             |  | 24           | 25           | 26           | 27           | 28           | 29           | 30           |  | 28           | 29           | 30           |              |              |              |              |
|            |            |            |            |            |            |            |  |             |             |             |             |             |             |             |  |               |               |               |               |               |               |               |  |             |             |             |             |             |             |             |  | 31           |              |              |              |              |              |              |  |              |              |              |              |              |              |              |
|            |            |            |            |            |            |            |  |             |             |             |             |             |             |             |  |               |               |               |               |               |               |               |  |             |             |             |             |             |             |             |  |              |              |              |              |              |              |              |  |              |              |              |              |              |              |              |
| Јул ’20    | Јул ’20    | Јул ’20    | Јул ’20    | Јул ’20    | Јул ’20    | Јул ’20    |  | Август ’20  | Август ’20  | Август ’20  | Август ’20  | Август ’20  | Август ’20  | Август ’20  |  | Септембар ’20 | Септембар ’20 | Септембар ’20 | Септембар ’20 | Септембар ’20 | Септембар ’20 | Септембар ’20 |  | Октобар ’20 | Октобар ’20 | Октобар ’20 | Октобар ’20 | Октобар ’20 | Октобар ’20 | Октобар ’20 |  | Новембар ’20 | Новембар ’20 | Новембар ’20 | Новембар ’20 | Новембар ’20 | Новембар ’20 | Новембар ’20 |  | Децембар ’20 | Децембар ’20 | Децембар ’20 | Децембар ’20 | Децембар ’20 | Децембар ’20 | Децембар ’20 |
| П          | У          | С          | Ч          | П          | С          | Н          |  | П           | У           | С           | Ч           | П           | С           | Н           |  | П             | У             | С             | Ч             | П             | С             | Н             |  | П           | У           | С           | Ч           | П           | С           | Н           |  | П            | У            | С            | Ч            | П            | С            | Н            |  | П            | У            | С            | Ч            | П            | С            | Н            |
|            |            |            | 1          | 2          | 3          | 4          |  |             |             |             |             |             |             | 1           |  |               |               | 1             | 2             | 3             | 4             | 5             |  |             |             |             |             | 1           | 2           | 3           |  | 1            | 2            | 3            | 4            | 5            | 6            | 7            |  |              |              | 1            | 2            | 3            | 4            | 5            |
| 5          | 6          | 7          | 8          | 9          | 10         | 11         |  | 2           | 3           | 4           | 5           | 6           | 7           | 8           |  | 6             | 7             | 8             | 9             | 10            | 11            | 12            |  | 4           | 5           | 6           | 7           | 8           | 9           | 10          |  | 8            | 9            | 10           | 11           | 12           | 13           | 14           |  | 6            | 7            | 8            | 9            | 10           | 11           | 12           |
| 12         | 13         | 14         | 15         | 16         | 17         | 18         |  | 9           | 10          | 11          | 12          | 13          | 14          | 15          |  | 13            | 14            | 15            | 16            | 17            | 18            | 19            |  | 11          | 12          | 13          | 14          | 15          | 16          | 17          |  | 15           | 16           | 17           | 18           | 19           | 20           | 21           |  | 13           | 14           | 15           | 16           | 17           | 18           | 19           |
| 19         | 20         | 21         | 22         | 23         | 24         | 25         |  | 16          | 17          | 18          | 19          | 20          | 21          | 22          |  | 20            | 21            | 22            | 23            | 24            | 25            | 26            |  | 18          | 19          | 20          | 21          | 22          | 23          | 24          |  | 22           | 23           | 24           | 25           | 26           | 27           | 28           |  | 20           | 21           | 22           | 23           | 24           | 25           | 26           |
| 26         | 27         | 28         | 29         | 30         | 31         |            |  | 23          | 24          | 25          | 26          | 27          | 28          | 29          |  | 27            | 28            | 29            | 30            |               |               |               |  | 25          | 26          | 27          | 28          | 29          | 30          | 31          |  | 29           | 30           |              |              |              |              |              |  | 27           | 28           | 29           | 30           | 31           |              |              |
|            |            |            |            |            |            |            |  | 30          | 31          |             |             |             |             |             |  |               |               |               |               |               |               |               |  |             |             |             |             |             |             |             |  |              |              |              |              |              |              |              |  |              |              |              |              |              |              |              |
|            |            |            |            |            |            |            |  |             |             |             |             |             |             |             |  |               |               |               |               |               |               |               |  |             |             |             |             |             |             |             |  |              |              |              |              |              |              |              |  |              |              |              |              |              |              |              |

## Догађаји 1920.
| Јануар Фебруар Март Април Мај Јун Јул Август Септембар Октобар Новембар Децембар |

### Јануар

#### 5. јануар
- У Нишу отпочео штрајк 1.200 железничких радника, због неисплаћених зарада. После три дана, штрајк је окончан потпуним успехом.[1]
- У Новом Саду, 5. и 6. јануара, одржан Покрајински партијско-синдикални конгрес, ком је присуствовало 98 делегата —27 партијских делегата и 71 синдикални делегат из свих места Војводине, као и делегат Извршног одбора Централног партијског већа СРПЈ(к). На конгрсеу је анализиран дотадашњи партијско-синдикални рад у Војовидини и изабран је Покрајински извршни одбор. У време одржавања Конгреса у Војводини је било око 15.000 чланова СРПЈ(к) и преко 20.000 чланова синдиката.[2]

#### 7. јануар
- У Скопљу, 7. и 8. јануара, одржана Прва покрајинска конференција СРПЈ(к) за Македонију и Стару Србију, на којој је присуствовало 34 делегата из 12 партијских и 9 синдикалних организација. На Конференцији је био изабран Покрајински партијски секретаријат, чије је средиште било у Скопљу, и донесена Резолуција о политичкој ситуацији у земљи, о раду и задацима партијске организације. Ова Конференција је одиграла велику улогу у даљем организовањем јачању партијске организације у Македонији и Старој Србији.[3]

#### 11. јануар
- У Пули (Краљевина Италија) отпочео генерални штрајк у знак протеста због прогона двојице радничких бораца из Пуле. Штрајк је трајао пуних 12 дана, до 23. јануара и током њега је дошло до сукоба с војском, при којем је погинуо радник Божо Гумбац. Његова сахрана се такође претворила у комунистичку манифестацију, којој је присуствовало око 5.000 особа. Због притиска грађанства, власти су биле приморана да повуку одлуку о прогону двојице радничких функционера — Јосипа Подује и Алфреда Стеле.[2]

#### 15. јануар
- У Софији (Краљевина Бугарска) одржана Трећа конференција Балканске радничке социјалдемократске федерације, којој су присуствовали делегати комунистичких партија из Југославије, Бугарске, Грчке и Румуније. На Конференцији је створена „Балканска комунистичка федерација“ (БКФ), која је сматрана за секцију Коминтерне за Балкан. У мају 1920. године Коминтерна је издала Манифест за стварање балканско-подунавског фронта.

#### 17. јануар
- У Сарајеву, у организацији Месног одбора СРПЈ(к), одржано меморијално вече поводом годишњице смрти Карла Либкнехта (1871—1919) и Розе Луксембург (1871—1919). О њиховим личностима говорио је Владо Остојић из Београда.[2]
- У Сарајеву локалној организацији Удружења комунистичке омладине приступила Организација младих социјалсита, а потом је Удружење које је бројало око 300 чланова приступило Савезу комунистичке омладине Југославије (СКОЈ).[2]

#### 25. јануар
- У Земуну одржан велики раднички збор ком је присуствовало око 2.500 радника. На збору су говорили — Милош Требињац, Милица Ђурић-Топаловић и др.[2]

| Јануар Фебруар Март Април Мај Јун Јул Август Септембар Октобар Новембар Децембар |

### Фебруар

#### 1. фебруар
- У Скопљу, одлуком Обласне конференције СРПЈ(к) за Стару Србију и Македонију, обновљено излажење партијског листа „Социјалистичка зора“, који је почео излазити још 1909. године на српском и турском језику. Лист је обновљен као орган СРПЈ(к) за Македонију и Стару Србију. Престао је излазити у новембру исте године, а укупно је изашло 130 бројева.[4]
- У Сарајеву, од 1. до 4. фебруара, одржан Конгрес уједињења типографских радника Јгославије. На Конгресу су присуствовали делегати типографских удружења из Србије, Босне и Херцеговине, Војводине, Далмације и Хрватске. Уједињење је извршено на централистичкој основи, а за средиште новог Савеза типографских радника изабран је Београд. Изабрани су и чланови Централне управе, која је имала осам чланова.[4]

#### 3. фебруар
- У Сарајеву одржана протестна скупштина железничара, којој је присуствовало око 2.500 радника. Скупштина је одржана јер је Министарство саобраћаја кршило одредбе „Протокола споразума“. На протестној скупштини су између осталих говорили и Богољуб Ћурић, Иван Крндељ, Амброз Глиха и Мирко Обрадовић.[4]

#### 5. фебруар
- У Београду одржан једнодневни генерални штрајк у знак протеста против прогона железничара на прузи Зајечар-Параћин. На протестном збору пред Народним социјалистичким домом било је око 10.000 учесника, а говорили су: Лука Павићевић, Живота Милојковић и Живко Топаловић.[4]

#### 8. фебруар
- У Загребу одржана заједничка седница Централног партијског већа СРПЈ(к) и Централног радничког синдикалног већа Југославије, на којој је одлучено да се сазову партијски и синдикални Конгрес и покрене предконгресна дискусија.[5]

#### 19. фебруар
- Формирана нова Влада Краљевине СХС на чијем је челу био Стојан Протић, један од вођа Народне радикалне странка (ова Влада постојала је до 17. маја када је заменила Влада Миленка Веснића).

| Јануар Фебруар Март Април Мај Јун Јул Август Септембар Октобар Новембар Децембар |

### Март

#### 1. март
- У Београду почео да излази лист „Једнакост“, који је био орган Жена социјалиста (комуниста) Југославије. Излазио је два пута месечно на ћирилици и латиници, а после Другог конгреса КПЈ, носио је поднаслов „орган жена комуниста Југославије“. Лист је престао да излази 1. децембра, после свега 11 бројева. Његово даље излажење онемогућено је доношењем Обзнане.[5]

#### 2. март
- У Љубљани на састанку месне партијске организације Југословенске социјалдемократске странке (словен. Jugoslovanska socialdemokratska stranka — JSDS) у којој су преовлађивали левичари и једногласно осудила руководство ЈСДС и њену политику. На састанку је донета одлука да месна организација иступи из ЈСДС и прогласи се за Радничку социјалистичку странку за Словенију (словен. Delavska socijalistička stranka Slovenije - DSSS). Ово је била прва комунистичка организација у Словенији.[5]

#### 14. март
- У Љубљани одржана прва Повереничка конференција Радничке социјалистичке странке за Словенију, којој су поред делегата из Љубљане, присуствовали и делегати из других места Словеније — Јесеница, Трбовља, Кочевја, Камника, Крања, Храстника и др. На Конференцији је одлучено да се Основачки конгрес странке одржи 11. априла.[6]

#### 21. март
- На територији Хрватске, Славоније и делу Далмације одржани избори за локална представничка тела. СРПЈ(к) је на овим изборима освојила 26.915 гласова и 595 мандата локалним парламентима. Комунисти су добили већину у Загребу, где су освојили 7.011 гласова и добили 20 мандата и градоначелника (био изабран Светозар Делић, али је касније одлуком власти смењен). Поред Загреба, комунистичке градоначелнике су добили — Карловац (11 мандата) и Славонски Брод (5 мандата), а Осијек (20 мандата) подначелника. Такође добар изборни резултат постигнут је и у Вуковару, Крижевцима, Вировитици, Цриквеници, Чаковцу, Валпову и др.[7]
- На територији Црне Горе одржани избори за локална представничка тела, на којима је СРПЈ(к) забележила веома добар резултат, а посебно у Подгорици, где је добила 12 мандата.[7]

#### 30. март
- Месна организација СРПЈ(к) у Сарајеву организовала је истовремено на три места у граду скупштине против скупоће. На све три скупштине било је присутно око 9.000 људи. Говорници су били: Душан Глумац, Едхем Булбуловић, Сретен и Јово Јакшић, Васо Срзентић, Богољуб Ћурић и др.[6]

#### 31. март
- Отпочео штрајк дуванских радника у Сарајеву, Мостару, Травнику и Бањалуци. Главни захтев штрајкача је био повећање плате за 50%, а штрајком је руководио Ђуро Ђаковић. Штрајк је прекинут 15. априла, с договором да им сви захтеви буду испуњени од јануара идуће године.[6]

| Јануар Фебруар Март Април Мај Јун Јул Август Септембар Октобар Новембар Децембар |

### Април

#### 2. април
- У Загребу, од 2. до 3. априла, одржана Конференција на којој је формирана Социјалдемократска странка Југославије (ССЈ). Ова странка настала је од присталица Витомира Кораћа из Хрватске, Босне и Херцеговине и Војводине. Овој партији приступили су и остаци Социјалдемократске странке Хрватске и Славоније. Иако је ова партија политички деловала и имала организације у Хрватској, Босни и Херцеговини и Војводини, успела је да оствари јачи политички утицај само у неким селима Војводине.[7]

#### 4. април
- У Подгорици одржана Прва покрајинска конференција СРПЈ(к) за Црну Гору, на којој су присуствовали представници партијских организација Цетиња, Ријеке Црнојевића, Бара, Петровца, Даниловграда, Грахова, Никшића, Колашина, Црмнице и Подгорице. На крају Конференције изабрано је покрајинско руководство на челу са Јованом Томашевићем.[7]
- У Београду, на Калемегдану, одржан студентски митинг на ком се протестовало против прогона студената-комуниста у Загребу и против Универзитетске управе. Митингу је присуствовало, поред студената, и више радника и грађана. После митинга демонстранти су кренули Кнез Михаиловом улицом, где је дошло до сукоба с припадницима жандармерије и војске, који су покушали да им спрече пролазак. Том приликом рањено је троје студената и неколико грађана, а извршена су и велика хапшења. Сутрадан, 5. априла одржан је нови збор студената и радника против напада полиције на студенте и том приликом је објављен тродневни штрајк. Студентском штрајку су се 6. априла придружили и ученици свих гимназија у Београду.[8]
- Поводом прогона студената-комуниста у Загребу, одржани велики протестни зборови у Пожаревцу и Малој Крсни, код Смедерева. На збору у Пожаревцу је говорио Триша Кацлеровић, а на збору у Малој Крсни Љуба Радовановић.[8]
- У Загребу одржана конференција изабраних комунистичких општинских и градских посланика из Хрватске, на којој је присуствовало 88 општинских посланика из 42 места. На Конференцији је усвојен „Статут о уређењу клубова општинсих посланика“ и „Упутство о деловању градских заступника“.[8]

#### 8. април
- У Крагујевцу отпочео да излази недељни лист „Радник“, орган СРПЈ(к).[8]

#### 11. април
- У Сарајеву одржана протестна скупштина око 3.000 железничара и железничарских службеника. Скупштину је отворио Иван Крндељ и говорио о непоштовању одредаба „Протокола споразума“ од стране Министарства саобраћаја. Поред њега на скупштини су говорили Јулије Дучић, у име Удружења железничара Краљевине СХС, и Богдан Крекић и Богољуб Ћурић.[8]
- У Љубљани одржан Конгрес Радничке социјалистичке странке за Словенију, на којем су учествовала 54 делегата, који су заступали 12.000 чланова. Као гости на Конгресу су присуствовали Филип Филиповић и Мијо Радошевић, у име СРПЈ(к) и Драгомир Марјановић, у име Централног радничког синдикалног већа. На Конгресу је донета одлука о уједињењу са Социјалистичком радничком партијом Југославије (комуниста) (СРПЈ(к)).[8]
- У Марибору, од 11. до 13. априла, одржана ванредна скупштина Југословенске социјалдемократске странке (ЈСДС), тзв „Мариборска скупштина“, на којој су присуствовали делегати социјалистичких организација из Цеља, Птуја и Марибора. На скупштини су преовлађивали погледи да се ступи у уједињење са (СРПЈ(к) и изабран је нови Извршни одбор, из ког су избачени десничари. Потом је 13. априла у Љубљани одржан састанак новог и старог руководства, на ком је посредовао Филип Филиповић. Иако је на састанку било одлучено да се ЈСДС уједини са СРПЈ(к), до тога није дошло, а присталице новог руководства су напустиле странку и пришле СРПЈ(к) (остатак ЈСДС је 1921. приступио тада основаној Социјалистичкој партији Југославије).[8]

#### 15. април
- Светозар Делић, председник Клуба комунистичких градских заступника Загреба изабран за градоначелника Загреба (са 27 од 45 гласова). Покрајинска влада га је сменила и поставила свог повереника, а затим 26. априла поништила заклетве комунистичких заступника и закључке о његовом избору за градоначелника.
- Од 15. до 29. априла трајао генерални штрајк железничара Југославије, јер је Влада једнострано покушала да уведе „Привремени правилник“, којим би поништила или знатно изменила многе одредбе ранијег споразума, који је био закључен са Савезом саобраћајних и транспортних радника Југославије. Пошто интервенције Савеза, преговори и парцијални штрајкови нису дали жељени резултат, железничари су ступили у генерални штрајк. Ово је била највећа економска акција југословенске радничке класе и обухватила је више од 50.000 запослених на железницама. Железничарима су се у штрајку придружили и радници запослени у Бродарском синдикату у Београду. Влада је од самог почетка штрајка употребила жандармерију, полицију, војску и друга средства да би натерала железничаре да се врате на посао. Вођство штрајка и синдиката се није снашло у јако заоштреној ситуацији. У току 21/22. априла изведен је општераднички штрајк у знак подршке железничарима, али је ова акција уследила касно, јер је у неким деловима земље штрајк већ био угашен. Дајући неодређена обећања штрајкачима, Влада је крајем априла успела да угуши штрајк железничара. Одмах по завршетку штрајка преузете су масовне репресалије против штрајкача.[9]
- Током овог штрајка дошло је до многих сукоба радника с полицијом - у Суботици је у току ноћи 19/20. априла дошло до изоловане оружане побуне коју је власт лако сузбила; у Трбовљу су рудари делимично преузели власт, на шта је власт одговорила бруталним терором; а у Љубљани на Залошкој цести жандармерија је 24. априла пуцала на окупљене раднике и том приликом убила 13, а ранила 30 лица.[9]
- По завршетку генералног штрајка железничара отпочеле су репресалије власти према штрајкачима и организаторима штрајка. У Словенији је било ухапшено читаво Покрајинско руководство СРПЈ(к); у Хрватској је било отпуштено око 3.000 радника; У Босни и Херцеговини је било отпуштено преко 200 радника, а Гојко Вуковић, је као један од организатора штрајка, био ухапшен и у затвору је провео четири месеца.[9]

| Јануар Фебруар Март Април Мај Јун Јул Август Септембар Октобар Новембар Децембар |

### Мај

#### 1. мај
- Широм Југославије, уз забрану власти прослављен 1. мај — Празник рада. У Београду је по одлуци Извршног одбора СРПЈ(к) обележен општом обуставом рада; пошто су загребачке улице биле пуне полиције и војске, загребачки радници су празник прославили изван Загреба; празник је прославаљан и у другим местима: Сарајеву, Мостару, Бањалуци, Зеници, Бихаћу, Пећи, Косовској Митровици, Приштини, Шапцу, Ваљеву, Крагујевцу, Краљеву, Нишу, Пироту, Чачку, Пожаревцу и др.[10]

#### 2. мај
- У Скопљу избио штрајк угоститељских радника против власника угоститељских објеката. Штрајк је наишао на добар велики одзив међу скопским радницима и делом грађанства, који су се током штрајка солидарисали с угоститељским радницима и нису одлазили у бојкотоване гостионице, крчме, кафане и хотеле.[10]

#### 15. мај
- У Љубљани почео излазити лист „Црвена застава“ (словен. Rdeči prapor) који је био орган СРПЈ(к), а касније КПЈ. Излазио је три пута недељно до 30. децембра 1920. године, када је забрањен. Одговорни уредник је био Рајко Остерц, а уређивали су га још Ловро Клеменчич и Владислав Фабијанчић.[10]

#### 16. мај
- У Бечу (Аустрија), 16. и 17. маја, одржана Конференција Подсекретаријата Комунистичке омладинске интернационале за југоисточну Европу на којој су учествовали представници комунистичких омладинских организација из Аустрије, Чехословачке, Мађарске, Југославије, Румуније и Италије.

#### 17. мај
- Формирана нова Влада Краљевине СХС на чијем је челу био Миленко Веснић (постојала до 1. јануара 1921. када је заменила Влада Николе Пашића). За време мандата Владе донета је 29. децембра „Обзнана“, којом је забрањен рад Комунистичке партије Југославије.

#### 22. мај
- У Славонском Броду, 22. и 23. маја, одржан Конгрес уједињења дотад самосталних покрајинских организација рударских радника и створен јединствени Савез рударских радника Југославије, са седиштем у Београду.[11]

#### 23. мај
- Радници који су радили на прузи од Косовске Митровице до Урошевца ступили у штрајк. До споразума између радника и послодавца је дошло 25. маја у Београду.[10]

| Јануар Фебруар Март Април Мај Јун Јул Август Септембар Октобар Новембар Децембар |

### Јун

#### 10. јун
- У Београду, од 10. до 14. јуна, одржан Први конгрес Савеза комунистичке омладине Југославије (СКОЈ). Конгресу је присуствовало 32 делегата, који су представљали 3.160 чланова из 26 месних удружења. На Конгресу је донесен Статут организације и изабрани чланови Централног одбора.[12][11]

#### 20. јун
- У Вуковару, од 20. до 24. јуна, одржан Други конгрес СРПЈ(к). Конгресу је присуствовало 374 делегата из свих крајева Југославије. На Конгресу је дошло до сукоба између две фракције у руководству партије — револуционарне и реформистичке. Пошто је револуционарна фракција однела победу, усвојен је нови Програм партије, изабрано ново руководство на челу са Симом Марковићем и Филипом Филиповићем на челу и промењен назив партије у Комунистичка партија Југославије (КПЈ).[13][14]

### Јул

#### 5. јул
- У Београду и Смедереву, током 5. и 6. јула, одржани велики протестни зборови радника на којима је осуђено „насиље и прогон над комунистима у Далмацији и Војводини“.[15]

#### 8. јул
- У Ровну (Украјинска ССР), током офанзиве Црвене армије у грађанском рату, погинуо Алекса Дундић (1896—1920), командант 36. пука Шесте коњичке дивизије Црвене армије радника и сељака (посмртно је одликован Орденом црвене заставе и проглашен за „хероја револуције и грађанског рата“).[15]

#### 9. јул
- У Сарајеву одржана протестна радничка скупштина против намере Владе да укине осмочасовно радно време. На скупштини, којој је присуствовало око 5.000 радника, говорили су Богдан Крстић, Фрањо Раушер и Живота Милојковић. Усвојена је и Резолуција у којој се протестовало против намере Министарства за социјалну политику да се радно време продужи на 9 и 10 часова.[15]

#### 12. јул
- У Љубљани одржан раднички збор на ком се расправљало о Вуковарском конгресу и о опасности да буде укинуто осмочасовно радно време.[15]

#### 15. јул
- У Москви (Руска СФСР), на позив Извршног комитета Коминтерне одржано саветовање представника борбених синдиката и створен „Интернационални савет радничких синдикалних савеза“ (био је претеча Црвене синдикалне интернационале основане јула 1921. године). У састав Савета ушле су — Генерална конгеренција рада Француске, Национална конференција рада Шпаније, Општи синдикални савез Бугарске, Сверуски савет синдикалних савеза и Централно радничко синдикално веће Југославије.[16]

#### 17. јул
- У Загребу почео излазити лист „Нови свијет“ орган КПЈ. Лист је уређивао Ђуро Цвијић, а до забране листа 30. децембра 1920. године укупно је изашао 71 број.[16]
- Током 17. и 18. јула у многим местима Босне и Херцеговине — Бреза, Какањ, Крека, Мостар, Вареш, Бугојно, Бањалука и др, одржане су протестне скупштине радника против намере Владе да укине осмочасовно радно време и уведе дужи радни дан.[16]

#### 19. јул
- У Москви (Руска СФСР), од 19. до 29. јула, одржан Други конгрес Комунистичке интернационале (Коминтерна). На Конгресу је представљен Лењинов „21 услов“ за чланство у Коминтерни (неки од важнијих услова — прихватање „диктатуре пролетеријата“, стварање илегалних организација, антимилитаристичка борба, револуционарни синдикати под утицајем партије, чистке од недисциплинованих чланова). Ове одлуке су утицале и на даљи рад и развој Комунистичке партије Југославије.[16]

#### 23. јул
- Месна организација КПЈ у Тузли одржала је годишњу скупштину на којој је Реферат „О раду Партије од Конгреса уједињења до Вуковарског конгреса” поднео Митар Трифуновић Учо.[17]

#### 25. јул
- Месна организација КПЈ у Требињу организовала је заједничку скупштину радника и сељака, којој је присуствовало 1.500 људи и на којој су говорили Василије Срзентић, Иван Крндељ и Милан Пешић из Београда. Скупштина је расправљала о намери власти да изигра решавање аграрног питања.[17]

| Јануар Фебруар Март Април Мај Јун Јул Август Септембар Октобар Новембар Децембар |

### Август

#### 6. август
- У Сарајеву одржана велика протестна скупштина на којој је присуствовало 2.000 грађана и на којој су говорили Ђуро Ђаковић, Живота Милојковић и Сретен Јакшић. На скупштини је усвојена Резолуција којом су се изјаснили против рата и за закључење мира са Совјетском Русијом.[17]

#### 8. август
- У Љубљани КПЈ организовала „Пролетерски дан“. На масовном протестном збору испред хотла „Слон“ присуствовало је око 10.000 људи, а на збору је учествовао и секретар КПЈ Сима Марковић. Са збора је захтевано расписивање избора за конституанту и напуштање свих војних припрема против Совјетске Русије.[17]

#### 12. август
- Од 12. до 19. августа, у већем броју места у Србији одржани су предизборни зборови за општинске изборе: у Београду је 12. августа одржано 12 великих зборова; у Крагујевцу и Великом Орашју, 15. августа; у Смедеревској Паланци и Младеновцу, 18. августа и поново у Београду, 19. августа, када су на великом предизборном збору, ком је присуствовало неколико хиљада радника, говорили Филип Филиповић, Драга Стефановић, Михаило Тодоровић, Коста Новаковић и Живко Јовановић.[18]

#### 14. авгсут
- У Београду потписан војни савез „Мала Антанта“ између Републике Чехословачке и Краљевине СХС, овом савезу касније се прикључила и Краљевина Румунија. Овај војни савез настао је са циљем да очува постојеће стање у Подунављу, односно да спречи рестаурацију Хабзбуршке монархије. Такође савез се касније и борио против утицаја Советског Савеза на европске земље и његовог евентуалног напада на Румунију.[18]

#### 15. август
- На Вилсоновом тргу у Тузли, Месна организација КПЈ организовала је велику јавну скупштину на којој су оред око 5.000 грађана о политичкој ситуацији у земљи говорили Митар Трифуновић Уча и Живота Милојковић.[18]

#### 22. август
- На територији бивше Краљевине Србије (територија данашње Србије и Северне Македоније) одржани избори за локална представничка тела. КПЈ је на овим изборима остварила веома добра резултат и освојила већину у следећим општинама: Београду, Нишу, Крагујевцу, Ваљеву, Пироту, Шапцу, Лесковцу, Ужицу, Убу, Лешници, Ђаковици, Кавадарцима и Велесу.[18]

#### 23. август
- Од 23. до 25. августа, поводом доброг оствареног резултата КПЈ на општинским изборима у Србији и Македонији, одржане су широм земље велике манифестације. У Београду је одржана манифестација, којој је учествовало преко 30.000 људи, а на којој су говорили Филип Филиповић, Павле Павловић, Алекса Ребић и др. У Нишу су одржне манифестације, на којима је око 600 жена захтевало право галаса. У Крагујевцу је на манифестацијама учествовало 3.000 радника. Манифестације су оджане и у другим местима — у Зеници, где је присуствовало око 2.000 радника; на Цетињу; у Травнику и др.[18]

#### 26. август
- У Београду, где је највећи број гласова на изборима освојила КПЈ, за председника општине изабран Филип Филиповић, а за потпредседника Михаило Тодоровић. Истог дана, одлуком Министарства унутрашњих дела суспендована општинска управа у којој су комунисти имали већину, а одборницима-комунистима полиција није дозволила да уђу у општинску зграду.[18]
- У Нишу, где је највећи број гласова на изборима освојила КПЈ, за председника општине изабран Павле Стојков (био је председник општине до јуна 1921. године, када је смењен одлуком Министарства унутрашњих дела, а на његово место је постављена Привремена општинска управа, коју су сачињавали — Александар Донковић, Матија Кузмановић и Никола Марковић).[18]
- У Ваљеву, где је највећи број гласова на изборима освојила КПЈ, за председник општине изабран Мирко Обрадовић (био је градоначелник општине до јануара 1921. године, када је смењен одлуком Министарства унутрашњих дела).
- У Ужицу, где је највећи број гласова на изборима освојила КПЈ, за председник општине изабран Петар Ћеловић (био је градоначелник општине до јуна 1921. године, када је смењен одлуком Министарства унутрашњих дела).[18]

#### 29. август
- У Београду одржан велики протестни збор, ком је присуствовало преко 5.000 људи, против одлуке Министарства унутрашњих дела о суспензији Општинске управе. На збору су говорили Филип Филиповић, Сима Марковић и Алекса Ребић.[19]

| Јануар Фебруар Март Април Мај Јун Јул Август Септембар Октобар Новембар Децембар |

### Септембар

#### 1. септембар
- У Скопљу, на иницијативу месне организације КПЈ, одржан протестни митинг против предизборног терора и фалсификовања резултата на општинским изборима. Под притиском протеста власти су у неким општинама поништиле изборе и расписале нове, који су одржани 24. септембра (на поновљеним изборима у Скопљу и Куманову комунисти су освојили већину).[19]

#### 2. септембар
- У Бјеловару, од 2. до 15. септембра, избио талас сељачких побуна, које су се убрзо прошириле на вараждинску и загребачку жупанију (немири су захватили - Бјеловар, Велики Грђевац, Грубишно Поље, Гарешницу, Загорје, Чазму и др). Побуна је избила због акције жигосања стоке, коју је Министарство војске (у Краљевини Србији војна евиденција стоке се водила жигосањем) почела да спроводи на територији читаве Краљевине СХС. Такође, окружне војне власти у Бјеловару су издале наредбу о слању одређеног броја јахаћих коња на војну вежбу (ова пракса се темељила на војним законима Краљевине Србије, а локалном становништву није била позната из праксе Аустроугарске) што је био непосредни повод за избијање немира. Немири су избили најпре 2. септембра у Великом Грђевцу, где су сељаци који су одбили да предају коње напали општинске чиновнике и спалили архиву, а потом су се проширили на околна места, где су сељаци такође одбили да предају коња и запреге. Талас немира се потом проширио на вараждинску и загребачку жупанију, а најжешћи окршај између сељака и власти се догодио у околини Сиска, где сељаци порушили део пруге. У овим немирима погинуло је 14, а рањено 50 сељака, док је страдало 10 жандарма и чиновника. На подручју немира били су уведени преки судови и обустављен Закон о окупљању.[19]

#### 5. септембар
- Инернационални омладински дан свечано прослављен у више градова широм Југославије — Сарајеву, Београду, Ћуприји и Ужицу. У Сарајеву је о значају омладинског дана и улози омладине у ослободилачкој борби пролетеријата говорио Антон Шмит, члан Централне управе СКОЈ-а. У Београду је у прослави омладинског дана учествовало 600 омладинаца који су у поворци прошли кроз град. У Ужицу је у прослави учествовало око 500 омладинаца, а потом је одржан збор на коме је говорио Милош Марковић.[19]

#### 10. септембар
- У Београду, 10. и 11. септембра, одржана Конференција изабраних комунистичких одборника из Србије и Македоније, на којој је присуствовало око 30 делегата. На Конференцији су говорили Сима Марковић и Филип Филиповић.[20]

#### 12. септембар
- У Београду, од 12. до 14. септембра, одржана Пленарна седница Централног партијског већа КПЈ, са дневним редом - организација Партије у духу новог Статута; политичка ситуација и избори за Народну скупштину; став према закључцима Другог конгреса Коминтерне, посебно са 21 условом Коминтерне и др. На седници је донета одлука да су Резолуције које је донела Коминтерна обавезне за КП Југославије.[20]

#### 24. септембар
- Одржани поновљени избори за локалне представнике у Куманову и Скопљу, где су комунисти освојили највише гласова.[20]

#### 26. септембар
- У Скопљу одржана Друга обласна партијска конференција за Стару Србију и Македонију, којој је присуствовало 16 делегата. На Конференцији је избаран нови Извршни одбор, у саставу - Душан Цекић, Коста Стефановић, Драгутин Тасић и др, разматрано је појачање агитације за време парламентарних избора и др.[20]
- У Загребу, 26. и 27. септембра, одржан Конгрес уједињења опанчарских, обућарских, ременарских, сарачких и других радника који су радили на преради коже. Тада је створен Савез кожарско-преређивачких радника Југославије, са седиштем у Загребу. У уједињени Савез су ушле све покрајинске организације сем словеначких, чији су делегати пре Конгреса прихватили све услове, али нису дошли на Конгрес јер је уједињење извршено на централистичкој, а не на федералној основи.[20]

#### 27. септембар
- У Скопљу одржан протестни митинг, ком је присуствовало преко 1.200 радника. Митинг, који су организовале локална синдикална и партијска организација, одржан је у знак протеста најављеног „Закона о раду и реду“, којим је власт хтела да забрани радничке штрајкове.[20]

#### 29. септембар
- Од 29. септембра до 6. октобра, У многим местима широм Босне и Херцеговине — Сарајево, Тузла, Бања Лука, Травник, Мостар, Требиње, Приједор и др, одржане су протестне скупштине на којима се протестовало против најављеног „Закона о раду и реду“. Ове скупштине, које су организовале локалне синдикалне и партијске организације, биле су добро посећене и на њима су говорили истакнути партијски и синдикални функционери. У Бањалуци, је поред протестне скупштине, био организован и двочасновни генерални штрајк.[20]

| Јануар Фебруар Март Април Мај Јун Јул Август Септембар Октобар Новембар Децембар |

### Октобар

#### 1. октобар
- У Љубљани, 1. и 2. октобра, одржан Конгрес на ком су се ујединиле организације металских радника из Србије, Босне и Херцеговине, Војводине, Словеније, Далмације, Хрватске и Славоније у Савез металских радника Југославије, чије је седиште било у Београду.[21]

#### 8. октобар
- У Москви (Руска СФСР), од 8. до 18. октобра, одржана Сверуска конференција југословенских комуниста који су живели у Совјетској Русији. На Конференцији је изабран и Президијум Централног одбора Југословенских комуниста у који су ушли — Драгутин Видњевић, Милан Кодрња, Михајло Томац, Драгутин Садура и Јосип Полак.[21]

#### средина октобра
- У Београду изашла брошура „Наша спорна питања — Манифест опозиције КПЈ“ у којој су присталице социјалдемократске струје у КПЈ тзв „центрумаши“ изнели оптужбе на рачун Вуковарског конгреса и руководства КПЈ и оптужили Коминтерну да спроводи расцеп у међународном радничком покрету. Вође „центрумаша“ су били Живко Топаловић и Драгиша Лапчевић (напустио Партију по објављивању овог манифеста). Крајем новембра је објављена нова брошура „Прилози за наша спорна питања“ (због антипартијског деловања центрумашка група је одлуком ЦПВ КПЈ од 10. децембра искључена из Партије).[21]

#### 17. октобар
- У Сарајеву одржана Обласна конференција КПЈ за сарајевску област, на којој је изабран Извршни одбор КПЈ за сарајевску област. За секретара овог одбора изабран је Коста Новаковић.[21]
- У Бањалуци одржана Обласна конференција КПЈ за бањалучку област, на којој је изабрано Обласно извршно веће и Обласни секретаријат. Истог дана одржана је и предизборна скупштина (поводом избора за народну скупштину) којој је присуствовало око 2.300 радника. На предизборној скупштини су говорили Миладин Вукомановић и Јаков Ластрић.[21]
- У Мостару одржана Обласна конференција КПЈ за мостарску област, накојој је изабран Извршни одбор Обласног вијећа КПЈ. За привременог секретара овог већа изабран Гојко Вуковић. Истог дана одржан је и предизборни скуп, на којем је говорио Василије Срзентић.[21]
- Од 17. до 31. октобра, поводом избора за Уставотворну скупштину Краљевине СХС одржавани су предизборни скупови КПЈ у следећим местима по Србији — Књажевцу, Краљеву, Крагујевцу, Аранђеловцу, Тополи и Зајечару.[21]

#### 24. октобар
- У Загребу одржан Конгрес грађевинских радника, на ком су уједињене организације грађевинских рданика и створен Савез грађевинских радника Југославије, са средиштем у Загребу.[21]
- У Зајечару одржана Обласна конференција КПЈ за крајински и тимочки округ, на којој је говорио делегат Извршног одбора Централног партијског већа КПЈ за Београд Михаило Тодоровић.[22]
- У Загребу, 24. и 25. октобра, одржан Конгрес шивачких радница, на ком су уједињене организације шивачких радница и створен Савез радника-ца шивачко-одјевне индустрије и обрта Југославије, са средиштем у Београду.[22]

#### 27. октобар
- У Скопљу где је највећи број гласова на изборима освојила КПЈ, за председника општине изабран Коста Стефановић-Ерсеновски, кандидат КПЈ (био је градоначелник општине до јануара 1921. године, када је смењен одлуком Министарства унутрашњих дела).[22]

#### 31. октобар
- У Подгорици одржана Друга обласна конференција КПЈ за Црну Гору на којој је утврђена кандидатска листа КПЈ у Црној Гори, чији је носилац био Јован Томашевић. На Конференцији је изабран Обласни комитет и секретаријат КПЈ за Црну Гору, чији је председник био Јован Томашевић, а секретар Станко Драгојевић.[22]
- Поводом избора за Уставотворну скупштину Краљевине СХС одржавани су предизборни скупови КПЈ у следећим местима по Босне и Херцеговине — Зеница, Босанска Градишка, Травник, Вишеград и Бреза.
- У Љубљани испред Радничког дома на Турјашком тргу одржан предизборни скуп у организацији месне организације КПЈ. После скупа, у Радничком дому је одржана Конференција радничких и сељачких делегата на којој је усвојена јединствена изборна листа КПЈ.[22]

| Јануар Фебруар Март Април Мај Јун Јул Август Септембар Октобар Новембар Децембар |

### Новембар

#### 1. новембар
- У Тузли одржана Обласна конференција КПЈ за тузланску област на којој су присуствовали Василије Срзентић, члан Покрајинског одбора КПЈ за БиХ и Ђорђе Анђелић, новоизабрани секретра Обласног већа.[23]

#### 15. новембар
- У Београду Окружни суд потврдио кандидатску листу КПЈ за београдски изборни округ. На листи су се налазили — Сима Марковић (носилац листе), Павле Павловић, Лаза Стефановић, Драгомир Марјановић, Радислав Јанаћковић и Петар Цветковић.[24]

#### 17. новембар
- У Сарајеву Окружбни суд потврдио кандидатку листу КПЈ за сарајевски изборни округ. На листи су се налазили — Ђуро Ђаковић (носилац листе), Милан Јокић, Богољуб Ћурић, Едхем Булбуловић, Стјепан Брковић, Израел Гаон, Марко Симић и Милан Маровић.[24]

#### 19. новембар
- У Ђаковицу допутовао Зеф Љуш Марку, који је као делегат Обласног већа КПЈ за Скопље послат на Косово и Метохију да тамошњој партијској организацији помогне у вршењу агитације за предстојеће парламентарне изборе (он је убрзо био ухапшен, а потом убијен у полицији у ноћи 2/3. децембра).[24]

#### 21. новембар
- У Славонском Броду, од 21. до 23. новембра, одржан Конгрес радника запослених на изради животних намирница, на ком је створен Савез радника-ца животних намирница Југославије, са седиштем у Београду.[24]

#### 23. новембар
- У Бањалуци Окружни суд потврдио кандидатску листу КПЈ за бањалучки округ. На листи су се налазили — Јаков Ластрић (носилац листе), Михајло Јовановић, Ибрахим Хандазар, Душан Балабан и др.[24]

#### 25. новембар
- У Скопљу одржан штрајк 120 кројачких радника, који су тражили повећање надница за 30%. Штрајк је завршен делимичним успехом.[24]

#### 28. новембар
- Одражни први избори за Уставотворну скупштину Краљевине Срба, Хрвата и Словенаца. На изборима је од 2.480.623 бирача гласало 1.607.623 тј 64,95%. Највећи број гласова на изборима освојила је Југословенска демократска странка — 92 мандата; резултат преосталих парламентарних старна био је следећи: Народна радикална странка — 91 мандат, Комунистичка партија Југославије — 58 манадата, Хрватска пучка сељачка странка — 50 мандата, Савез земљорадника и Самостална сељачка странка — 39 мандата, Југословенска пучка странка и Буњевачко-шокачка старнка — 27 мандата, Југословенска муслиманска организација — 24 мандата, Југословенска социјалдемократска странка — 10 мандата и остале партије — 24 мандата.[25]
- Комунистичка партија Југославије (КПЈ) придавала је велики значај изборима за Уставотворну скупштину јер је она требало, доносећи Устав, да одлучи о облику државе и њеног унутрашњег уређења. КПЈ, која се залагала за Совјетску Републику Југославију развила је веома живу предизборну активност — објашњавајући своје погледе на уређење државе и истичући своје захтеве за побољшање социјалног положаја радничке класе и сиромашног сељаштва. Иако су у целој земљи, на разне начине, биле ометане предизборне активности КПЈ она је успела да проведе веома активну агитацију путем брошура, летака, штампе и скупштина.[25]
- Комунистичка партија Југославије је имала своје кандидатске листе у 54 од 55 изборних округа, а на изборима је добила 198.730 гласова или 12,36% што је значило 59, односно 58 посланичких мандата (један мандат поништен).[25]
  - На подручју Босне и Херцеговине КПЈ је од укупно пет изборних округа, добила посланике у четири округа — у бањалучком округу је изабран Јаков Ластрић (3.143 гласова), у сарајевском изборном округу је изабран Ђуро Ђаковић (4.198 гласова), у тузланском изборном округу изабран је Митар Трифуновић (3.685 гласова), у травничком изборном округу изабран је Данко Мадунић (3.771 глас), док у мостарском изборном округу листа КПЈ, чији је носилац био Гојко Вуковић, није успела да оствари потребну већину гласова.[25]
  - На подручју Црне Горе КПЈ је добила 10.900 гласова од укупно 28.650 гласача колико је изашло на биралишта. КПЈ је на тај начин добила четири од укупно 10 мандата колико је имала Црна Гора у новој скупштини.[25]
  - На подручју Војводине КПЈ је добила 19.530 гласова и освојила 58 мандата.[25]
  - На подручју Македоније КПЈ је остварила најбољи резултат — добила је 2/5 свих гласова и освојила је 15 мандата (што је 1/4 свих добијених мандата).[25]

#### 29. новембар
- Формиран је Посланички клуб КПЈ и кроз њега је до 3. августа 1921. године (када је распуштен) прошла 61 особа (јер су неки посланици подносили оставку). После Видовданског атентата на регента Александра, 28. јуна 1921, Народна скупштина је лишила мандата осумњичене посланике КПЈ (да би могли бити ухапшени), а после доношења Закона о заштити државе, 2. августа 1921. године одузети су сви мандати КПЈ.[26]
- У Београду, у Народном дому, одржане су велике манифестације поводом доброг изборног резултата КПЈ и добијања 58 посланичких мандата.[26]

#### 30. новембар
- Указом регента Александра распуштени су Српска народна скупштина, као и Сабори у Хрватској и Славонији, Далмацији, Словенији и Босни и Херцеговини (уместо њих улогу највишег представничког тела Краљевине СХС преузела је Уставотворна скупштина, изабрана на изборима 28. новембра).

| Јануар Фебруар Март Април Мај Јун Јул Август Септембар Октобар Новембар Децембар |

### Децембар

#### 2. децембар
- У току ноћи 2/3. децембар, у ђаковачком затвору, после дужег мучења и малтретирања, од стране полиције убијен Зеф Љуш Марку (1885—1920), активиста Обласног комитета КПЈ за Скопље. Он је 19. новембра дошао у Ђаковицу, али је убрзо ухапшен (он је био прва жртва тзв „белог терора“ у Југославији).[26]

#### 6. децембар
- У Загребу, од 6. до 8. децембра, одржан Конгрес графичких радника на ком је створен Савез графичких радника Југославије, са седиштем у Загребу.[26]

#### 9. децембар
- У Београду, од 9. до 12. децембра, одржана пленарна седница Централног партијског већа КП Југославије на ком је донета одлука о искључењу из Партије свих присталица социјалдемократске струје тзв „центрумаша“ који су потписали „Манифест опозиције КПЈ“ (објављен средином октобра). Поред овога закључено је да се у вези са овим сазове ванредни конгрес КПЈ и синдиката (због забране рада КПЈ Трећи конгрес је одржан тек 1926. године).[26]

#### 17. децембар
- У словеначким рудницима у Трбовљу, Загорју, Храстнику, Кочевју, Рајхенбургу и Худа јами отпочео штрајк рудара у ком је учествовало 9.640 рудара. Овај штрајк завршен је успешно 11. јануара 1921, а рудари су добили повећање надница од 30 до 50%.[26]

#### 20. децембар
- У Сарајеву одржани преговори између делегата Савеза рударских радника, које је предводио Митар Трифуновић, председник овог савеза и делегата Рударској одседка Земаљске владе у Сарајеву. На преговорима је покушано да Земаљска влада прихавти захтеве Савеза рудара и повећа наднице од 30 до 45%. Пошто су ови преговори пропали избио је рударски штрајк.[26]

#### 21. децембар
- У Сарајеву на седници Покрајинског одбора КПЈ за Босну и Херцеговину донета одлука о искључењу 187 чланова који су потписали „Манифест опозиције КПЈ“.[26]
- Отпочео генерални штрајк рудара у Босни и Херцеговини у ком је учествовало 7.000 рудара из Креке, Зенице, Какња, Брезе, Љешљана, Љубије и Мостара. Трећег дана штрајка — 23. децембра отпочели су нови преговори између Савеза рудара и Земаљске владе, али су они пропали због изјаве председника Земаљске владе др Милана Скршића да преговори нису обавезујући за Владу и да штрајк треба угушити силом. Потом је штрајк настављен, а власт је почела да одговара силом — из државних станова су исељаване породице рудара-штрајкача, а рудари из Словеније, Србије и Хрватске су протерани у своје крајеве. Следаћа мера власти била је одлука о милитаризацији рударских радника, што је довело до сукоба између рудара и жандармерије у појединим местима. До најжешћих сукоба између рудара и полиције дошло је у Тузли и околини, где је избила тзв „Хусинска буна“ (седам мртвих, и више десетина рањених рудара и сељака). Полиција и жандармерија су, по налогу владе из Сарајева, врло оштро поступали са штрајкачима — једне су хапсили и држали у притвору, друге су отпуштали с посла, а треће су избацивали из државних станова. Штрајк је окончан 29. децембра.[26]

#### 28. децембар
- Због терора на рударима Босне и Херцеговине Централно радничко синдикално радничко веће Југославије донело је одлуку о организовању једнодневног генералног штрајка солидарности са босанско-херцеговачким рударима. Овај штрајк био је заказан за 29. децембар и искоришћен је као повод за доношење Обзнане, којом је забрањен рад КПЈ.

#### 29. децембар
- Влада Краљевине Срба, Хрвата и Словенаца донела Одлуку о привременој забрани рада Комунистичке партије Југославије тзв „Обзнана“ (мера се односила на забрану до доношења Устава). Овом одлуком забрањена је свака врста комунистичка организације и пропаганде, а њен иницијатор је био министар унутрашњих дела Милорад Драшковић. Доношење Обзнане отворила је период тзв „белог терора“ у Југославији — хапшени су комунисти, затварани раднички домови, забрањивано излажење листова, заплењивана архива комунистичких и синдикалних организација и др. Поред свих полицијских мера, „Обзнана“ није имала ауторитет закона, па су по њој комунисти могли бити само хапшени и држани у притвору, али не и осуђивани. „Обзнана“ је 2. августа 1921. године замењена Законом о заштити државе.[27]

#### 30. децембар
- Земаљска влада у Сарајеву, после доношења „Обзнане“, издала наређење свим окружним начелницима, полицијским и војним органима да се одмах растуре и забране све комунистичке организације, а њихова имовина заплени.[28]

#### 31. децембар
- У Загребу, руководства Покрајинског одбора КПЈ за Хрватску и Месног комитета КПЈ за Загреб сазвало је у сали биоскопа „Хелиос“ протестну скупштину поводом доношења „Обзнане“. Упркос забрани полиције на скупу је учествовало око 10.000 људи (међу којима и тада металски радник Јосип Броз), који нису успели да стану у дворану, па је скуп одржан на улици испред биоскопа. На скупу је говорио народни посланик КПЈ Симо Миљуш. Убрзо је реаговала жандармерија и покушала да демонстранте потисне према Илици. Тада је дошло до сукоба између демонстраната и жандара, који су се током дана проширили на још неке делове града — Илицу, Месиначку улицу и Горњи град. Због ових догађаја у Загребу је било проглашено ванредно стање (поред мањих протеста у Вуковару, ово је био једини масовни протест против доношења „Обзнане“ у читавој Југославији).[28]

| Јануар Фебруар Март Април Мај Јун Јул Август Септембар Октобар Новембар Децембар |